# Ростам
Ростам или Рустем (персијски: رُستَم) је најславнији легендарни херој у епу Шахнаме и персијској митологији. У Шахнами, Ростам и његови преци су марзбани (граничари) из Систана (данашњи Иран и Авганистан). Ростам је најпознатији по трагичној борби са Есфандиаром, другим легендарним иранским херојем, по његовој експедицији у Мазандаран (не треба га мешати са данашњом покрајином Мазандаран), и по тужној и несрећној борби са својим сином, Сохрабом, који је убијен у тој борби. Ростама је, на крају, убио Шагад, његов полубрат. Био је син Зала и Рудабе.
Ростам је увек био приказиван као најмоћнији ирански паладин (свети ратник) и атмосфера свих епизода у којима се налазио веома подсећа на парћански период. Овековечен је од стране Фердовсија, персијског писца из 10. века, у Шахнами или Књизи о краљевима, који даје опис преисламског иранског фолклора и историје.
У борбу је носио посебно одело које је названо Бабр-е бајан.

## Биографија
У Фердовсијевој Шахнами, Ростам је родом из Забулистана, историјске регије која, отприлике, одговара данашњој Забул провинцији на југу Авганистана. Његова мајка Рудабе је била принцеза Кабула. Ростам је шампион шампиона и учествује у бројним причама, представљајући неке од најпопуларнијих (и вероватно неке од најзначајнијих маестрално направљених) делова Шахнаме. Ростам—као и његов деда Сам—делује и као верни војни генерал и као чувар краљева из персијске Кајанијан династије.
Као дете, он убија полуделог белог слона краља Манучехра само једним ударцем, буздованом који је припадао његовом деди Саму, сину Наримана. Након тога, укротио је свог пастува Ракша. Етимологија имена Ростам је настала из raodh+takhma, где raodh значи ´раст, развијање´, а takhma значи ´храбар´. У Авести, облик је raosta-takhma а на пахлавију rodastahm.
Мехрдад Бахар сматра да је етимологија имена ruta-staxma значи ´река која се спушта´, и тврди да је Ростам могао бити древни Бог реке Хелманд. Бахар се користи чињеницом да се Ростамова мајка зове Рудабе (односно Река воде) а његов отац Зал што значи да има белу косу. Такође тврди да је Зал заправо метафора за планине које обликује река и чији врх је увек бео због снега.

### Детињство и младост
Ростамова мајка Рудабе, принцеза Кабула, била је позната по својој непревазиђеној лепоти, а Ростамов отац је био Зал. Зал је био један од најмоћнијих персијских ратника и велики војни вођа који је покорио бројна побуњеничка племена и који је владао Забулистаном. Зал је био познат по својој мудрости и био је без премца у јахању и борби на коњу. Једном је демонстрирао своје вештине цару Манучехру, да би му тражио благослов да се ожени својом вољеном Рудабом.
У персијској митологији, Рудабина трудноћа се одужила због изузетне величине бебе. Зал, њен муж, био је сигуран да ће му жена умрети у трудноћи. Рудаба је била на смрти када је Зал одлучио да призове Симурга. Симург се појавио и упутио га на начин да се обави "ростамзад" (персијски еквивалент царског реза), чиме је спашена и Рудаба и дете.
Након што је Залов отац, Сам, сазнао за рођење његовог унука, пожурио је да види Ростама и био је пресрећан. Ростама је одгајио Зал и спремао га је за рат. Када је Ростам сам убио полуделог слона, отац га је послао на свој први војни задатак.
Ростамов задатак је био да освоји тврђаву на врху планине Сипанд где је некада његов прадеда Нариман, водио опсаду и погинуо у борби. Ростам је освојио тврђаву, поразио непријатеља, опљачкао ризницу и пријавио успех свом оцу Залу и деди Саму.

### Хафт хан
Ростам се упушта у херојско путовање да спаси свог владара, Каи-Кавуса, којег су заробили демони Мазандарана. Ово путовање је названо: Ростамових седам задатака (персијски: Haft han-e Rostam).
Постоје сличности између легенде о Ростаму и оних које се односе на великог ирског хероја Кухулина. Обојица су поразили сурове звери као јако млади, обојица су убили своје синове у борби (Ростам и Сохраб, мотив који се такође налази у Хилдебрандовој песми), обојица су скоро непобедиви у борби, и убијени су издајом, али убијају своје убице последњим дахом.
Два персијска хероја, Ростам и Есфандјар, пролазе кроз сличне задатке као и Херкул.

### Алтернативни погледи
Краљевско централноазијско друштво је написало у журналу Краљевског централноазијског друштва да борба између Ростама и Белог демона представља борбу између Персијанаца и освајача са севера, из каспијских провинција.

### Смрт
Даље информације: Шагад

### Порекло и други односи
Ростам је са Тахмином, принцезом Самангана, имао сина по имену Сохраб, којег је отац случајно убио у време Каи Кавуса. Ростам је касније имао ћерку по имену Бану Гошасп, која је имала брата Фарамарза, и обоје су постали истакнути хероји у Турану и Индији. Гошасп је у браку са Гивом имала сина, Бижана.
Ростам је такође имао полубрата Шагада, који је увек био љубоморан на Ростама и који је испровоцирао његову смрт.
Подједнако познат као Ростам је његов коњ Ракш, који је имао невероватно дуг живот, попут Ростамовог, подарен божанском милошћу и умро је у исто време кад и Ростам.

## Галерија
- A Манускрипт из Могулског доба илуструје Ростам скида кинеског Кана са свог слона.
- A Манускрипт из Могулског доба илуструје како је Ростам устрелио Ашкабуса.
- A Манускрипт из Могулског доба илуструје како Ростам убија Белог демона.
- A Манускрипт из Могулског доба илуструје како Ростам спашава Бижама из јаме.